# 湖州路
湖州路，元朝时设置的路。

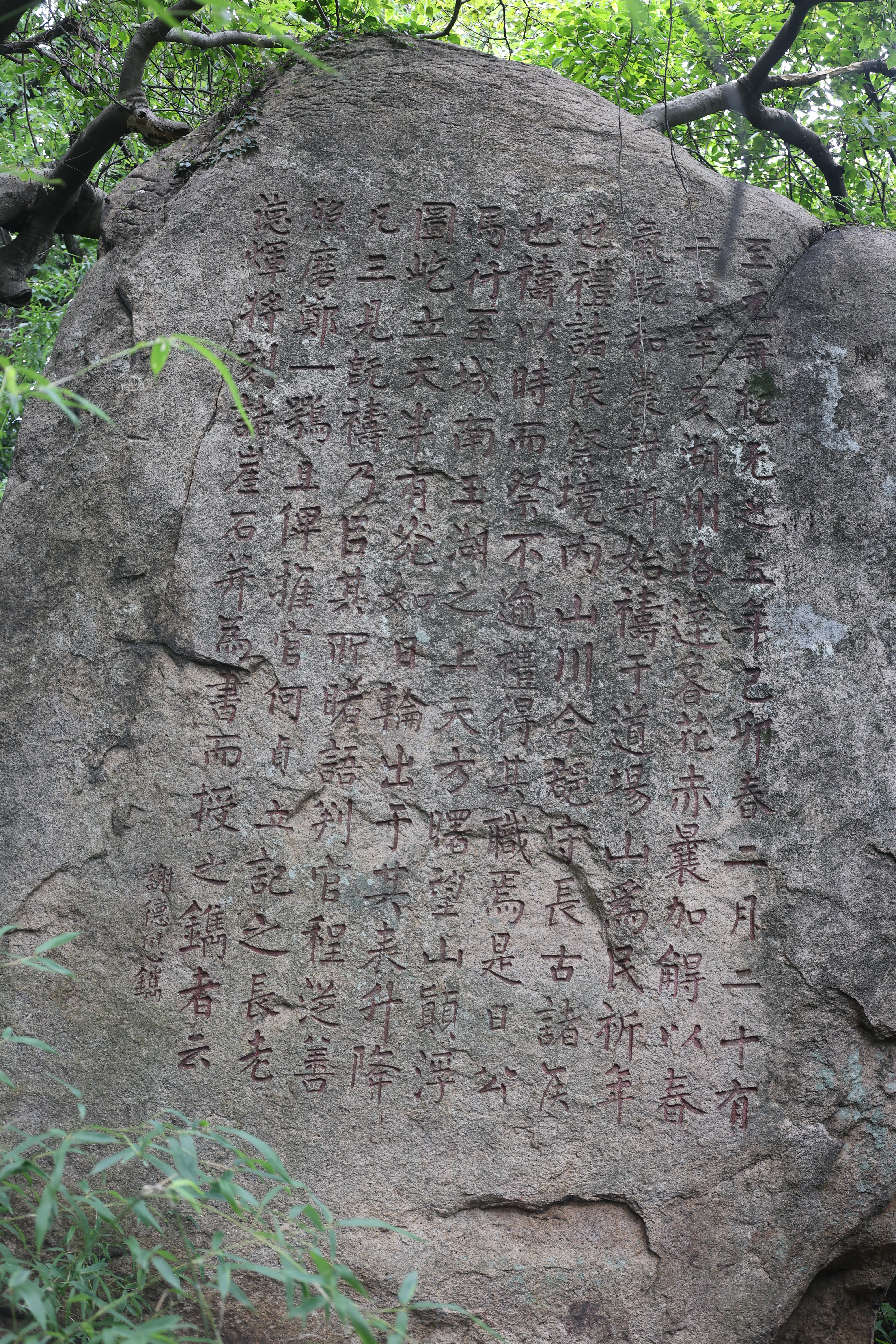
至元五年（1339）湖州路達魯花赤曩加䚟（Nanggiyadai）在道場山的祈年題記。現為全國重點文物保護單位。

至元十三年（1276年）升安吉州置，治所在烏程、歸安（今浙江省湖州市）。轄境相當今浙江省湖州市全境。户二十五万四千三百四十五。领录事司、五县（乌程县、归安县、安吉县、德清县、武康县）及长兴州。至正二十六年（1366年）朱元璋廢，改置湖州府。 